# Antoni Martí i Farreras
Antoni Martí Farreras (1904 - 1973) va ser dibuixant, caricaturista, pintor i periodista. L'any 1936 va il·lustrar el llibre de Joan Vergé 40 homes i un campionat.